# 슬레이어
슬레이어(Slayer)는 미국의 스래시 메탈 밴드로, 1981년 톰 아라야(Tom Araya, 베이스, 보컬), 제프 한네만(Jeff Hanneman, 기타), 케리 킹(Kerry King, 기타), 데이브 롬바르도(Dave Lombardo, 드럼)에 의하여 결성되었다.

## 개요
스래시 메탈의 부흥기를 열었다고 평가받는 빅 4 앤스랙스, 메탈리카, 메가데스-중에서 슬레이어는 사악성, 포학성, 악마주의성향이 가장 강했다. 스래시 메탈이 그 뿌리를 하드코어 펑크에 두고 있음을 감안했을 때 하드코어의 펑크의 색체를 강하게 지니고 있는 슬레이어는 앞에서 언급한 4대 밴드 중 스래시 메탈의 가장 원초적인 모습을 지녔다고 할 수 있다. 현재 구성원으로는 보컬/베이시스트 톰 아라야, 드러머 폴 보스타프, 기타리스트 케리 킹과 게리 홀트가 있으며 전 구성원으로는 드러머 데이브 롬바르도와 존 데트, 기타리스트 제프 한네만이 있다.
초기에는 킹, 한네만, 아라야가 작사를 담당했고 모든 밴드의 작곡은 킹과 한네만이 맡았다. 밴드의 가사, 앨범 아트들은 대부분 살인, 시체 애호, 고문, 대학살, 생체 실험, 사탄주의, 증오범죄, 테러리즘, 종교, 반종교, 나치즘, 전쟁과 관련되었기 때문에 여러 종교 단체와 공공 기관들로부터 그들의 여러 앨범들은 금지, 유보, 소송, 비판 등을 받았다. 그러나 그들의 음악은 여러 밴드들에게 음악적으로, 시각적으로, 가사에 있어서 굉장히 큰 영향을 미쳤다고 평가되며 특히 그들의 세 번째 앨범 Reign in Blood(1986)은 스래시 메탈 앨범 중 가장 헤비하며 영향력 있는 앨범이라고 평가된다. 또한 슬레이어는 이후 전개되는 극단적인 음악들 - 데스 메탈, 블랙 메탈 - 에 큰 영향을 끼쳤으며 특히, 디어사이드의 경우 음악적으로 슬레이어의 영향을 매우 많이 받은 것으로 평가된다. 그러나 디어사이드의 리더 글렌 벤튼(Glen Benton)은 슬레이어로부터 영향을 받았다는 평가를 강하게 부정하고 있다.
1983년 그들의 사악성과 포학성의 원점이라고 할 수 있는 첫 앨범 Show No Mercy를 발표한다. 데뷔 앨범의 성공으로 인해 언더그라운드에서 이름이 알려진 슬레이어는 1985년에 보다 스래시 메탈에 가까워진 두 번째 앨범 Hell Awaits를 발표하고 1986년엔 스래시 메탈의 교과서 격인 Reign in Blood를 발표했는데, 앨범 중 1번 트랙 ‘Angel of Death’의 가사에 인종 차별, 우익적인 자세가 나타나 문제를 일으키기도 했다.

## 구성원

### 현재 구성원
- 톰 아라야(Tom Araya) - 베이스, 보컬
- 케리 킹(Kerry King) - 기타
- 게리 홀트(Gary Holt) - 기타
- 폴 보스타프(Paul Bostaph) - 드럼

### 전 구성원
- 데이브 롬바르도(Dave Lombardo) - 드럼
- 존 데트(Jon Dette) - 드럼
- 제프 한네만(Jeff Hanneman) - 기타 (1964.1.31 - 2013.5.2 RIP)

### 세션/투어 구성원
- 토니 스카그리오네(Tony Scaglione) - 드럼 (1986-1987)
- 패트 오브라이언(Pat O'Brien) - 기타 (2011)

## 음반 목록

### 정규 음반
- 1983 - Show No Mercy
- 1985 - Hell Awaits
- 1986 - Reign in Blood
- 1988 - South of Heaven
- 1990 - Seasons in the Abyss
- 1994 - Divine Intervention
- 1996 - Undisputed Attitude
- 1998 - Diabolus in Musica
- 2001 - God Hates Us All
- 2006 - Christ Illusion
- 2009 - World Painted Blood
- 2015 - Repentless

### 라이브 음반
- 1984 - Live Undead
- 1991 - Decade of Aggression
- 2004 - Still Reigning
- 2010 - The Big 4 Live From Sofia, Bulgaria

### 컴필레이션 음반
- 2003 - Soundtrack to the Apocalypse